# 程氏节孝坊
程氏节孝坊位于中国安徽省黄山市歙县许村镇许村村东沙组的009县道东侧山坡下，奉旨立于清嘉庆十九年，旌表儒生许可玑遗孀程氏，二柱三间三重楼冲天柱式，高5.5米。上书“彤史垂芳”。2006年6月7日，程氏节孝坊公布为歙县文物保护单位。